# Красная Бирюкса
Красная Бирюкса — река в России, протекает по Усть-Коксинскому району Республики Алтай. Длина реки составляет 14 км.
Начинается на северном краю Бирюксинского болота, пересекает его и течёт на юго-запад в межгорной долине, огибая гору Красная. Устье реки находится в 28 км от устья Бирюксы по левому берегу.
Основные притоки — реки Козлушка и Озёрная Бирюкса (оба — правые).

## Данные водного реестра
По данным государственного водного реестра России относится к Верхнеобскому бассейновому округу, водохозяйственный участок реки — Катунь, речной подбассейн реки — Бия и Катунь. Речной бассейн реки — (Верхняя) Обь до впадения Иртыша. Код водного объекта — 13010100312115100003342.